# Hugo Zentgraf
Hugo Zentgraf (* 28. Juli 1878 in Gotha; † 20. September 1918) war ein deutscher Politiker (SPD).
Zentgraf besuchte die Volksschule und wurde dann Porzellanarbeiter. Von März 1904 bis 1914 war er Expedient des „Volksblatts“ in Gotha. Von 1914 bis zu seinem Tode war er Kriegsteilnehmer im Ersten Weltkrieg.
1902 bis 1904 war er Vorstandsmitglied der Filiale des Porzellanarbeiterverbands und 1902 bis 1906 Vorstandsmitglied des Gewerkschaftskartells in Gotha. 1906 bis 1910 war er Schriftführer und 1910 bis 1914 Vorsitzender im SPD-Landesvorstand Sachsen-Gotha. Zwischen 1908 und 1910 war er Vorsitzender der SPD im Stadtverein Gotha. Bei den Landtagswahlen 1912 wurde er erstmals in den Gothaer Landtag gewählt und gehörte dem Landtag bis zu seinem Tode 1918 an. Er war Sekretär der SPD-Landtagsfraktion in Sachsen-Gotha. Daneben war er langjähriges Aufsichtsratsmitglied im Konsumverein Gotha und Revisor des Thüringischen Bezirksverbands der Konsumvereine.